# Lithophyllum intermedium
Lithophyllum  intermedium Foslie, 1906  é o nome botânico  de uma espécie de algas vermelhas pluricelulares do gênero Lithophyllum, família Corallinaceae.
- São algas marinhas encontradas na América do Norte (Flórida e Carolina do Norte) e em algumas ilhas (Galápagos, Bermudas, Barbados, Jamaica, Porto Rico e Virgens).

## Sinonímia
- Não apresenta sinônonimos.